# Gerrit Uylenburgh
Gerrit van Uylenburgh (ca. 1625-1679), ook Gerrit Uylenburgh, was een Nederlandse kunsthandelaar. Zijn bedrijf speelde een sleutelrol in de kunstwereld van de Gouden Eeuw. Hij was de oudste zoon van Hendrick van Uylenburgh, zakenpartner (en aangetrouwde familie) van Rembrandt, en nam het succesvolle bedrijf van zijn vader over.
In 2006, het Rembrandtjaar, hield het Rembrandthuis een tentoonstelling over de kunsthandel van vader en zoon Uylenburgh. De tentoonstelling was ook te zien in de Dulwich Picture Gallery in Londen.

## Levensloop
Midden jaren 1650 volgde hij zijn vader Hendrick van Uylenburgh op. Net als zijn vader nam hij jonge veelbelovende schilders in dienst, onder wie Hendrick Fromantiou en Gerard de Lairesse. Hij breidde het bedrijf internationaal uit en handelde naast Nederlandse kunst ook veel in Italiaanse meesters en klassieke beeldhouwwerken. De Engelse hofschilder Peter Lely trad op als zijn agent in Londen. In 1660 was hij betrokken bij het samenstellen van de Dutch Gift. Hij reisde met 24 Italiaanse schilderijen en acht klassieke beelden naar Londen. Onderweg naar Den Briel, waar het schip lag met de ambassadeurs, zou hij nog drie schilderijen bij Gerard Dou hebben opgepikt.
Hij kwam in 1671 in opspraak toen hij dertien schilderijen aan Frederik Willem, de keurvorst van Brandenburg-Pruisen, wilde verkopen. De collectie werd afgekeurd als vervalsingen en teruggestuurd. Van Uylenburg organiseerde daarop een contra-expertise. In totaal vroeg hij 35 schilders om uitspraak te doen over de echtheid van de schilderijen, onder wie Jan Lievens, Melchior de Hondecoeter, Gerbrand van den Eeckhout, Willem Doudijns, Karel Dujardin en Johannes Vermeer.
In 1672 liet hij een huis bouwen op de Keizersgracht (nu nr. 565) met verkoopruimte op een van de nog braak liggende percelen achter de Gouden Bocht. 
Gerrit Uylenburgh kwam in 1672 in grote problemen nadat hij Italiaanse schilderijen had geleverd aan de Duitse keurvorst Frederik Willem I van Brandenburg, die de werken terugstuurde en hem beschuldigde van fraude. Deze gebeurtenis bracht onherstelbare schade toe aan Uylenburghs reputatie. In het Rampjaar 1672 stortte ook de kunstmarkt in, wat ertoe leidde dat Uylenburgh in 1675 failliet ging. Kort daarna vertrok hij naar Engeland.
Hij werkte er in het atelier van Peter Lely. Enkele jaren later overleed hij in Londen.
- Bibliothèque nationale de France: cb15524407m (data)
- Gemeinsame Normdatei: 121751686
- International Standard Name Identifier: 0000 0000 5447 8633
- Library of Congress Control Number: nr2006019478
- Nederlandse Thesaurus van Auteursnamen: 296340901
- RKD-Nederlands Instituut voor Kunstgeschiedenis: 92878
- Système universitaire de documentation: 111678358
- Virtual International Authority File: 4892192
- WorldCat: E39PBJmtxjDJC9GtBx9JdV8Bfq